# Památník objevitelů

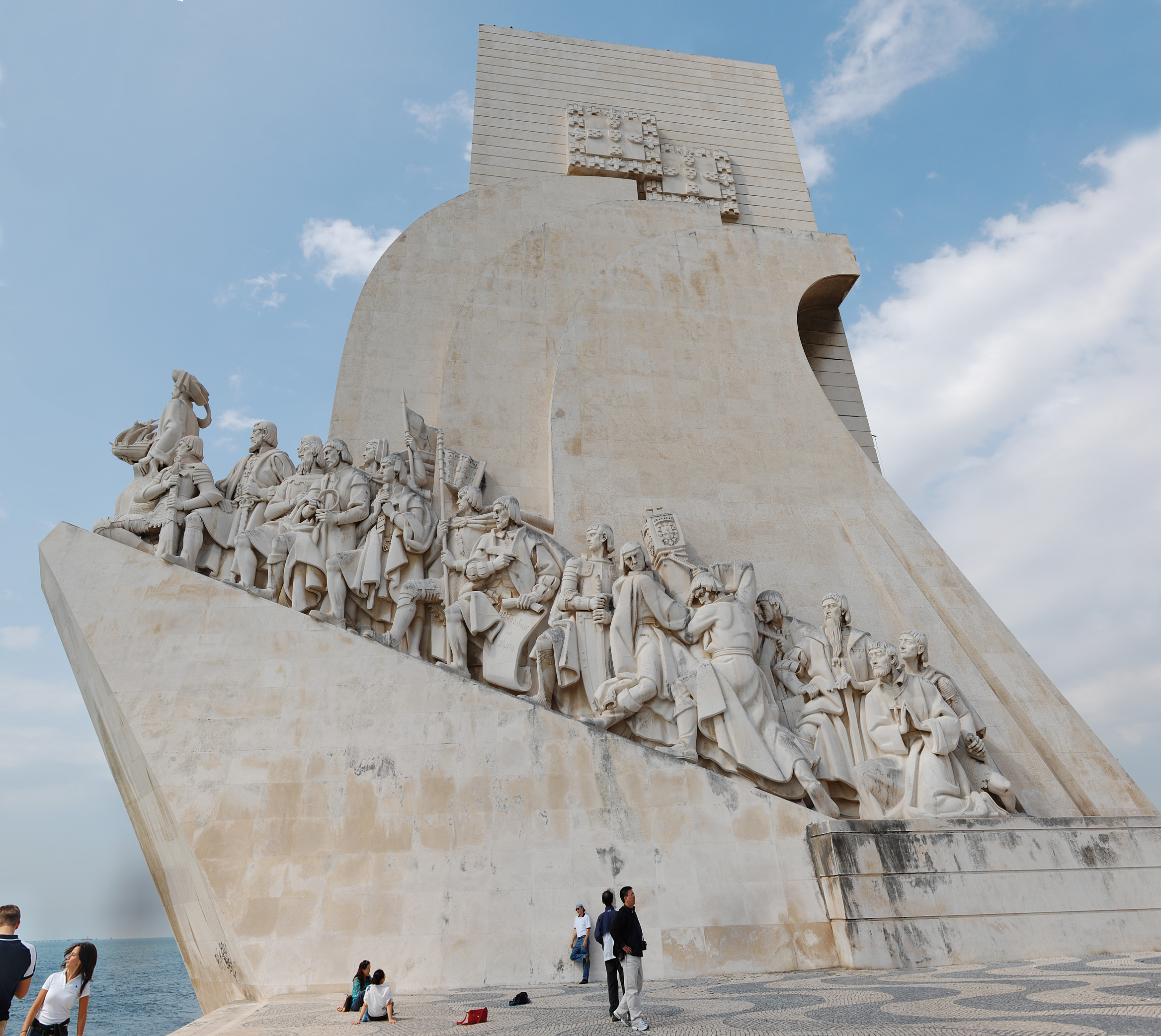
Památník objevitelů

Památník objevitelů (Padrão dos Descobrimentos) připomíná slavnou éru portugalských mořeplavců. Nachází se v portugalském hlavním městě Lisabonu v části zvané Belém při ústí řeky Tajo, na místě, ze kterého se portugalští mořeplavci vydávali na své dlouhé cesty.

## Historie památníku
Původní památník byl postaven pro propagandistickou výstavu Salazarova režimu, která se konala roku 1940 a nesla název Portugalský svět. Na původním návrhu památníku, který byl ale roku 1958 rozebrán, pracovali architekt Cottinelli Telmo a sochař Leopoldo de Almeida. Dnešní památník, který je replikou toho původního, pochází z roku 1960. Byl postaven při příležitosti pětisetletého výročí smrti Jindřicha Mořeplavce. Samotný památník je z betonu a sochy jsou z bílého vápence.

## Popis památníku
Padesát metrů vysoký památník představuje příď lodi, po stranách je znázorněn portugalský znak a nad vstupem najdeme meč královského rodu z Avisu.
Na špici památníku stojí Jindřich Mořeplavec, v rukou má maketu karavely a dívá se přes řeku. Za ním stojí další významní Portugalci, mezi nimi mořeplavci, kartografové, umělci, vědci a misionáři. Například na západní straně památníku najdeme básníka Camõese, který nese výtisk Lusovců, a malíře Nuna Gonçalvese s paletou v ruce.

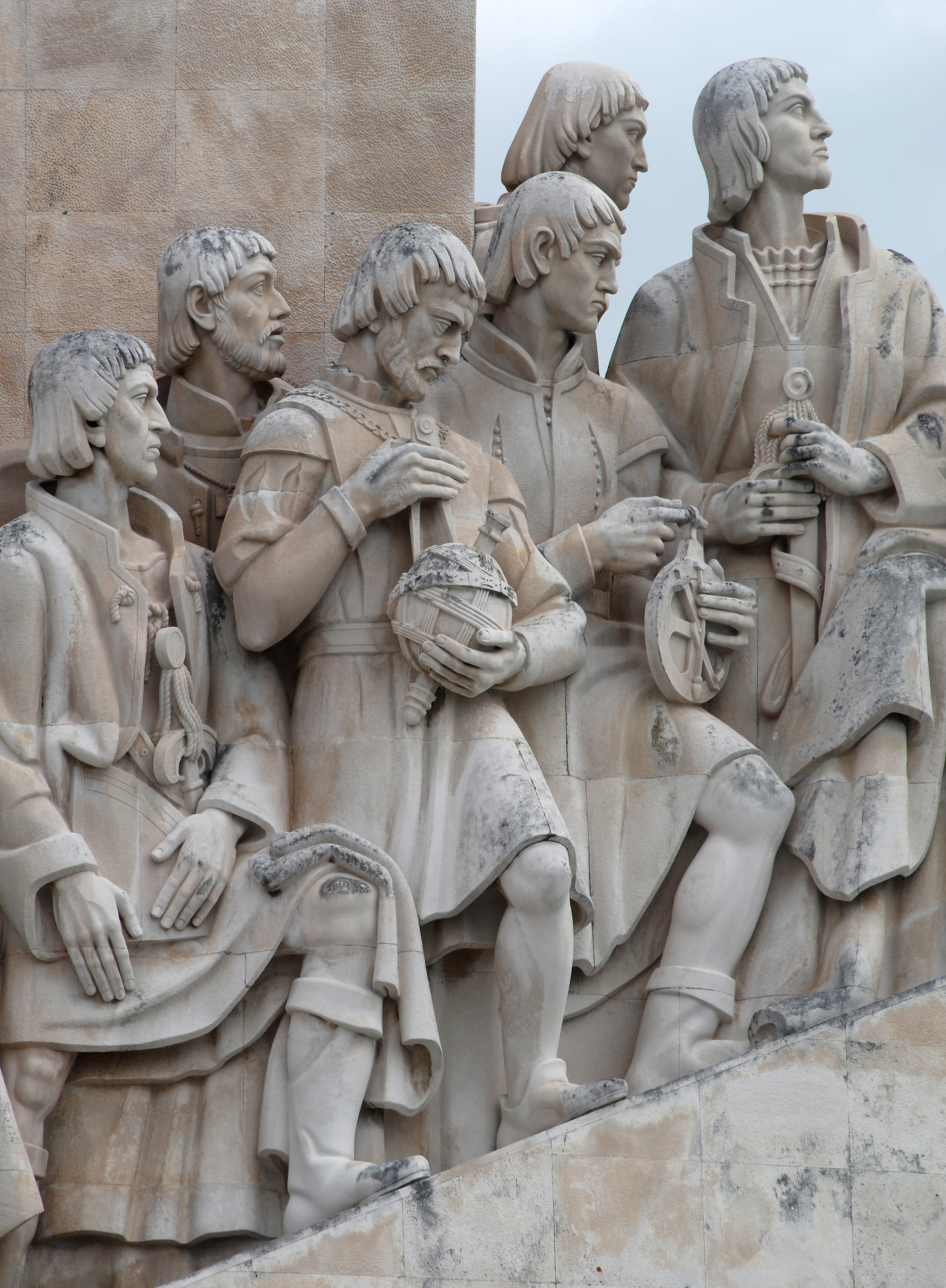
Památník objevitelů

Na památníku najdeme těchto 33 portugalských osobností:
- Petr Portugalský, vévoda z Coimbry (syn krále Jana I.)
- královna Filipa z Lancasteru
- Fernão Mendes Pinto (cestovatel a spisovatel)
- Gonçalo de Carvalho (mnich)
- Henrique Carvalho (mnich)
- Luís Vaz de Camões (největší portugalský básník, autor Lusovců)
- Nuno Gonçalves (malíř)
- Gomes Eanes de Zurara (kronikář)
- Pedro da Covilhã (cestovatel)
- Jehuda Cresques (kosmograf)
- Pedro Escobar (mořeplavec)
- Pedro Nunes (matematik)
- Pêro de Alenquer (mořeplavec)
- Gil Eanes (mořeplavec)
- João Gonçalves Zarco (mořeplavec)
- Ferdinand, řečený „svatý princ“ (syn krále Jana I.)
- Jindřich Mořeplavec (podporovatel objevitelských cest)
- Alfons V. Portugalský
- Vasco da Gama (objevitel námořní cesty do Indie)
- Afonso Gonçalves Baldaia (mořeplavec)
- Pedro Álvares Cabral (objevitel Brazílie)
- Fernão de Magalhães (mořeplavec, který jako první obeplul zeměkouli)
- Nicolau Coelho (mořeplavec)
- Gaspar Corte-Real (mořeplavec)
- Martim Afonso de Sousa (mořeplavec)
- João de Barros (spisovatel)
- Estêvão da Gama (kapitán)
- Bartolomeo Diaz (mořeplavec, který jako první obeplul Mys Dobré naděje)
- Diogo Cão (mořeplavec, který objevil ústí řeky Kongo)
- António Abreu (mořeplavec)
- Afonso de Albuquerque (dobyvatel a mořeplavec, druhý guvernér Portugalské Indie)
- Svatý František Xaverský (misionář)
- Cristóvão da Gama (kapitán)

Uvnitř památníku se nachází malá multimediální výstava týkající se historie Lisabonu. Z vrcholu památníku, který je přístupný výtahem nebo po schodech, je nádherný výhled na řeku Tejo, Belémskou věž či Klášter svatého Jeronýma.
Mozaiková dlažba před památníkem zobrazuje mapu světa, na které jsou vyznačeny cesty portugalských mořeplavců, a větrnou růžici. Mozaiku dostalo město roku 1960 darem od Jihoafrické republiky.

## Galerie

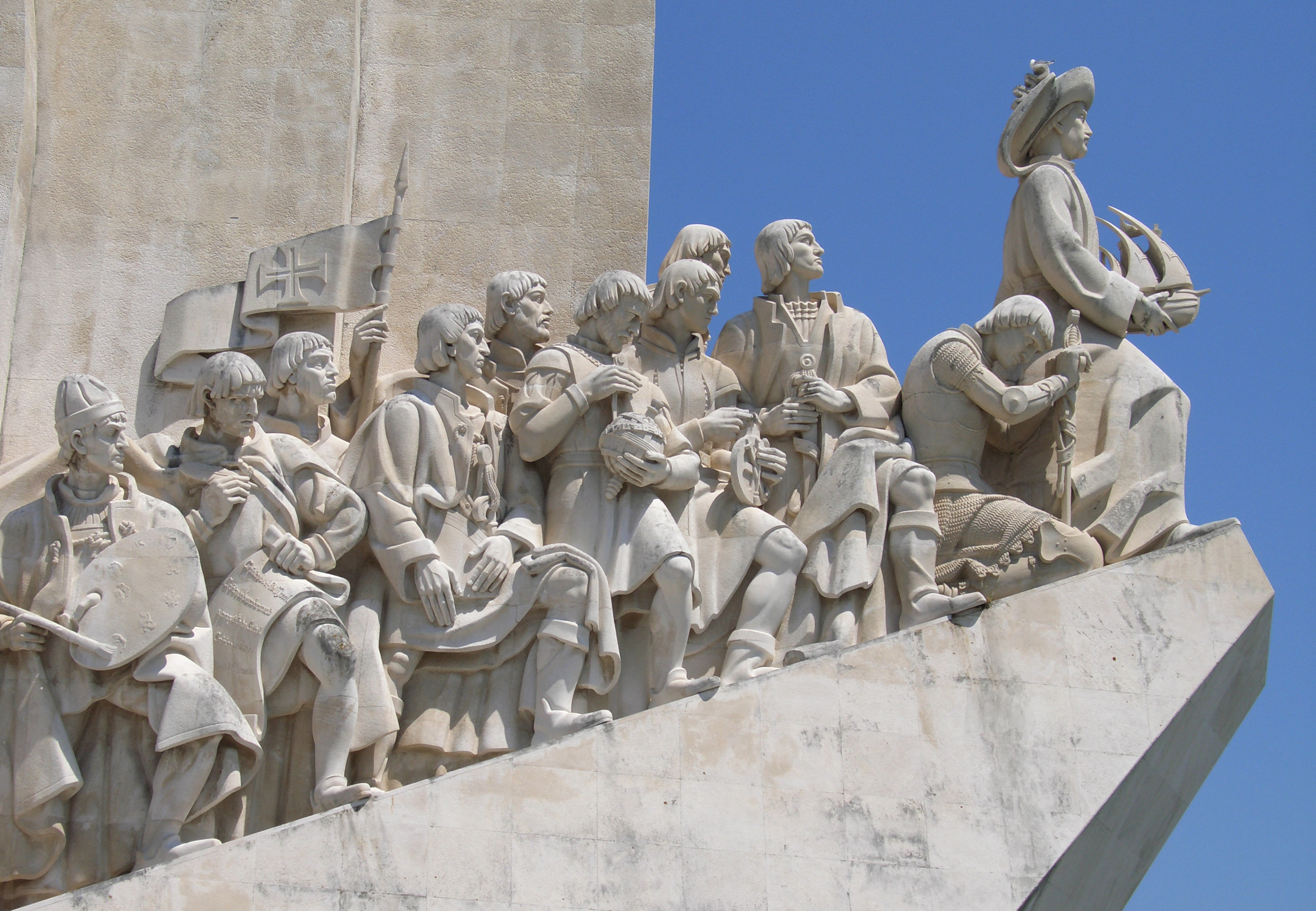
Památník objevitelů – západní strana
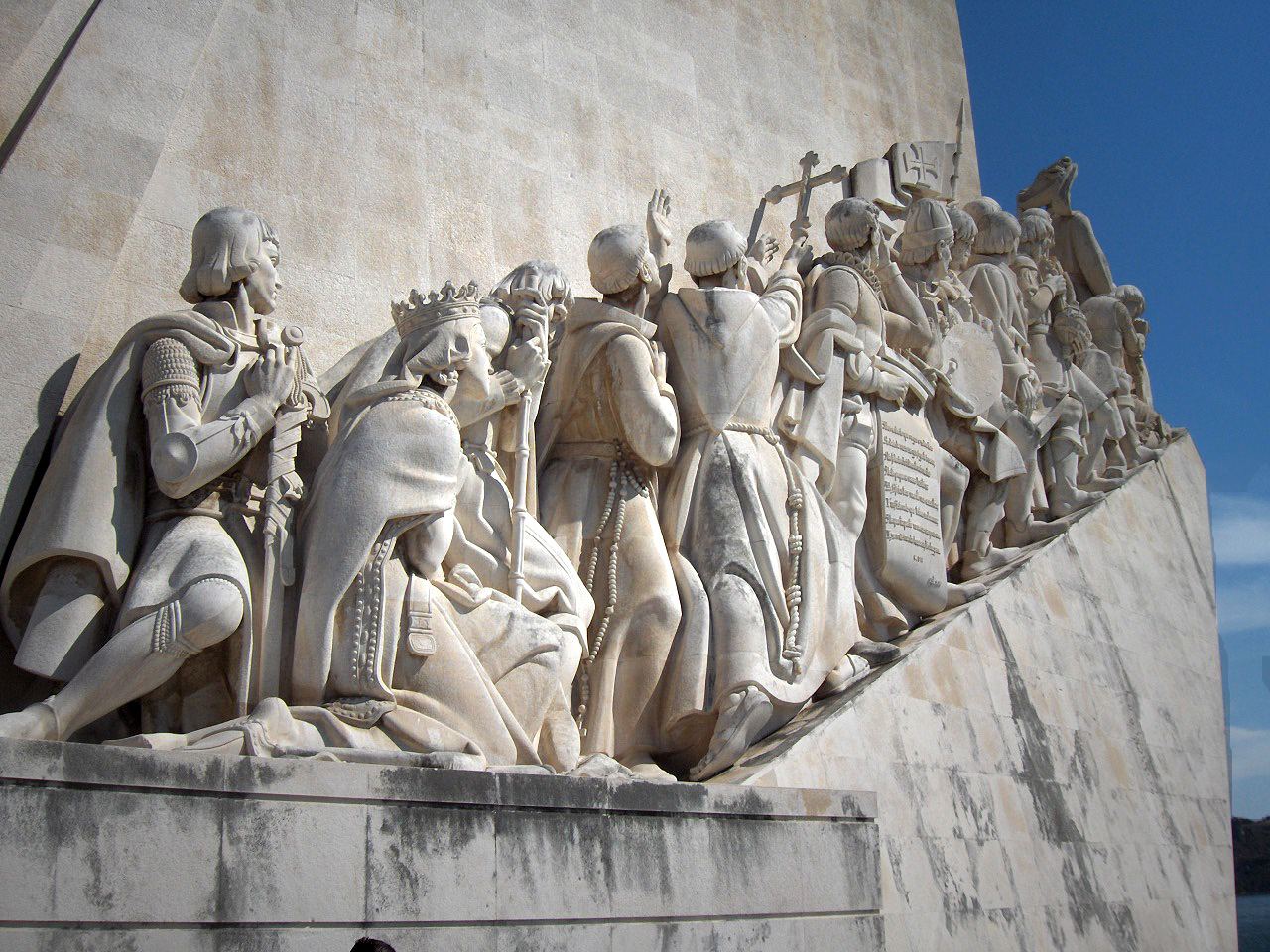
Památník objevitelů – západní strana
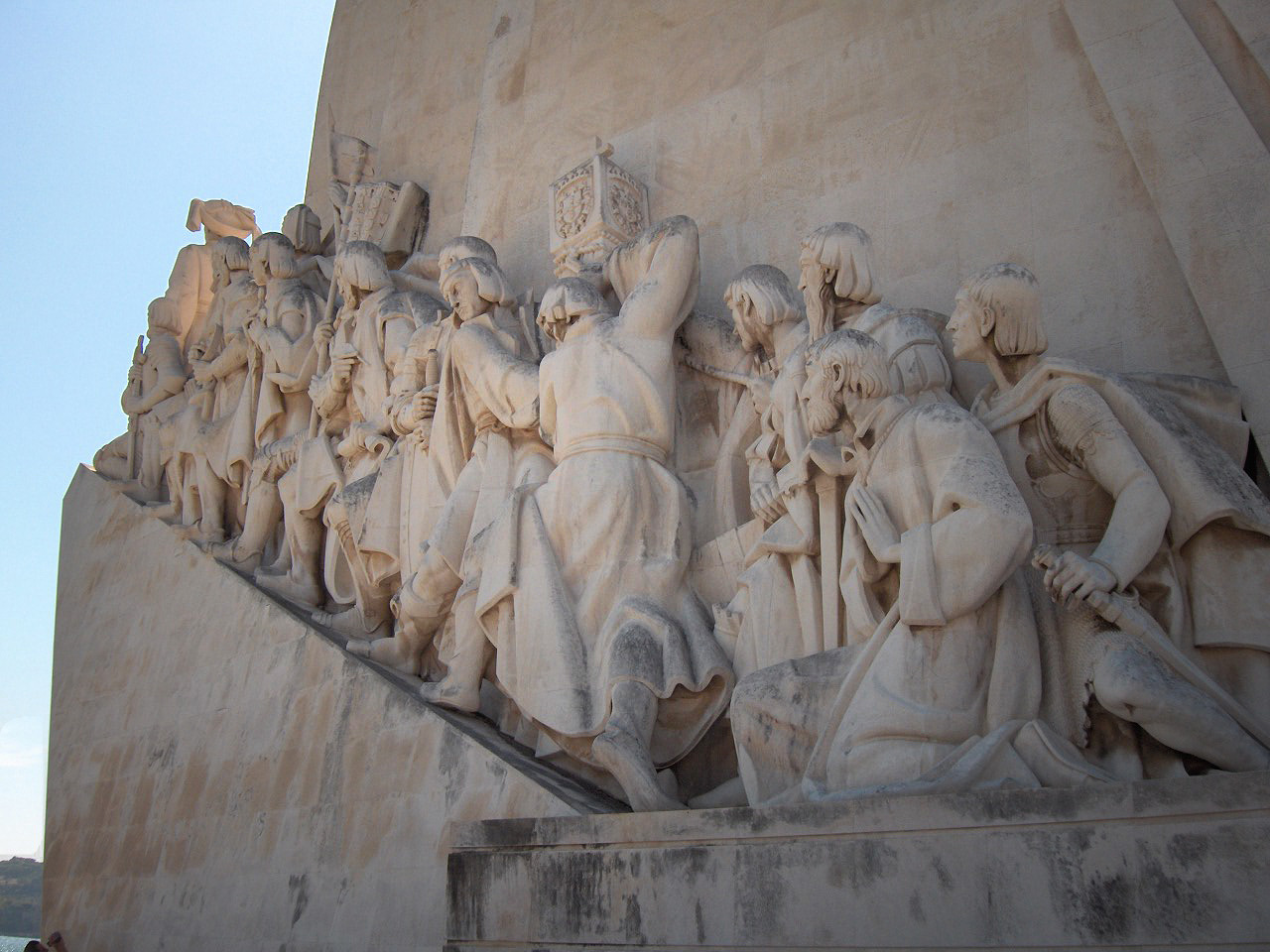
Památník objevitelů – východní strana
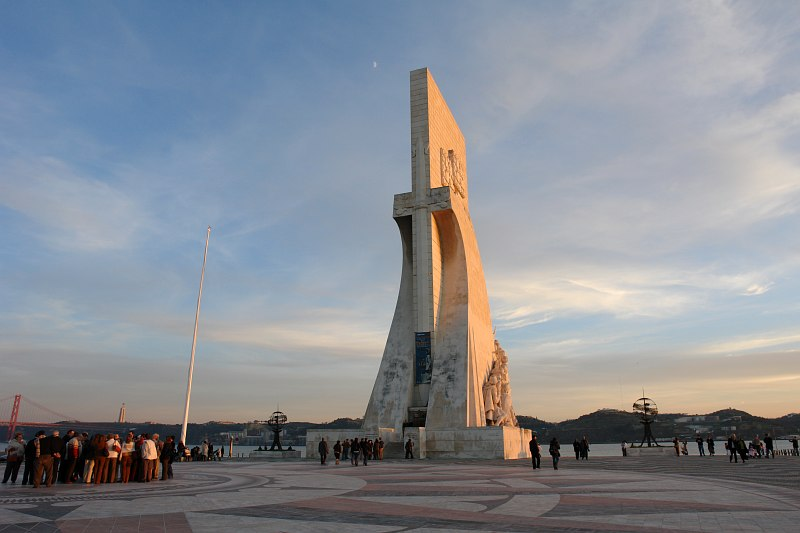
Meč královského rodu z Avisu nad vstupem do památníku
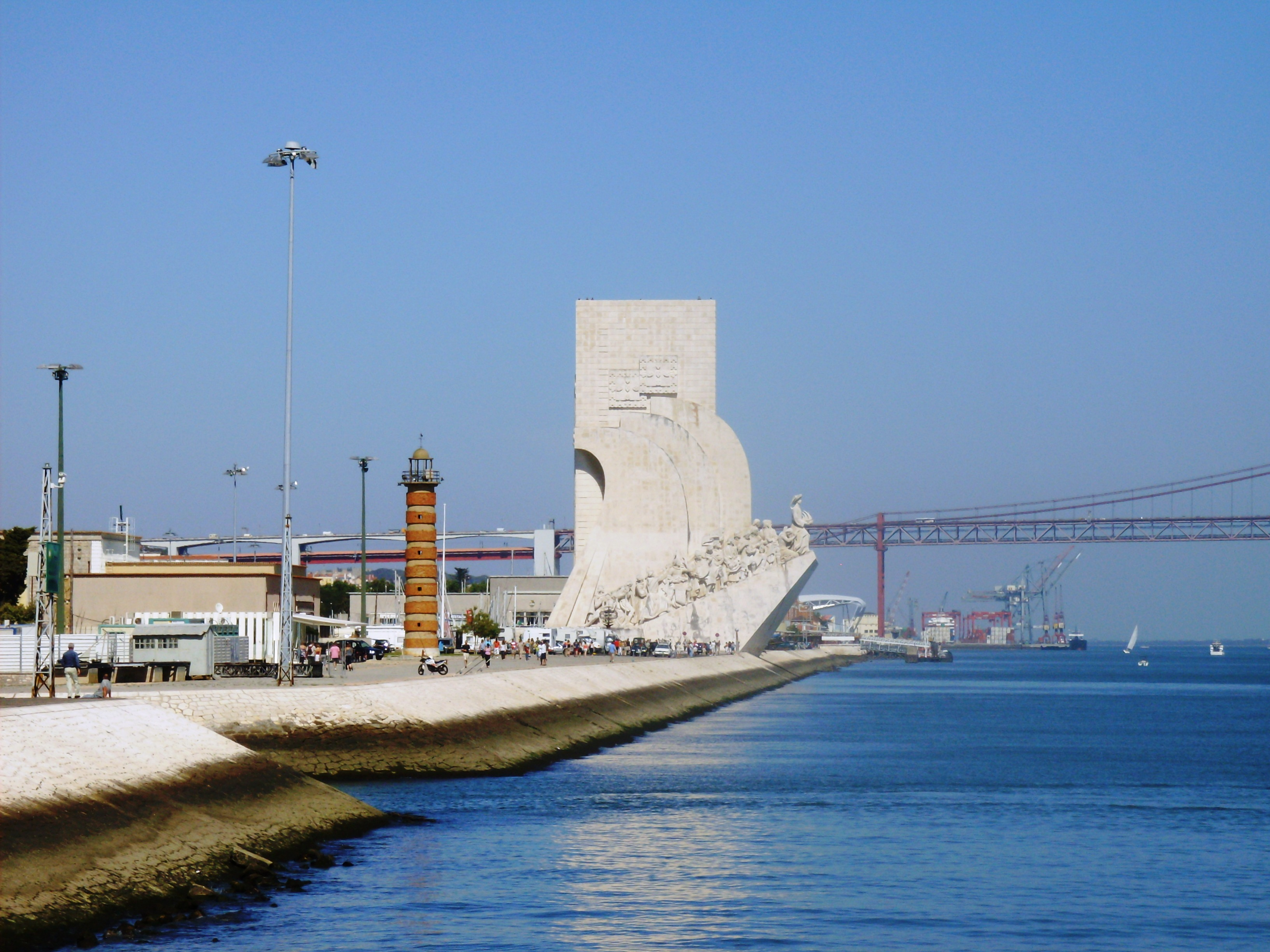
Památník objevitelů
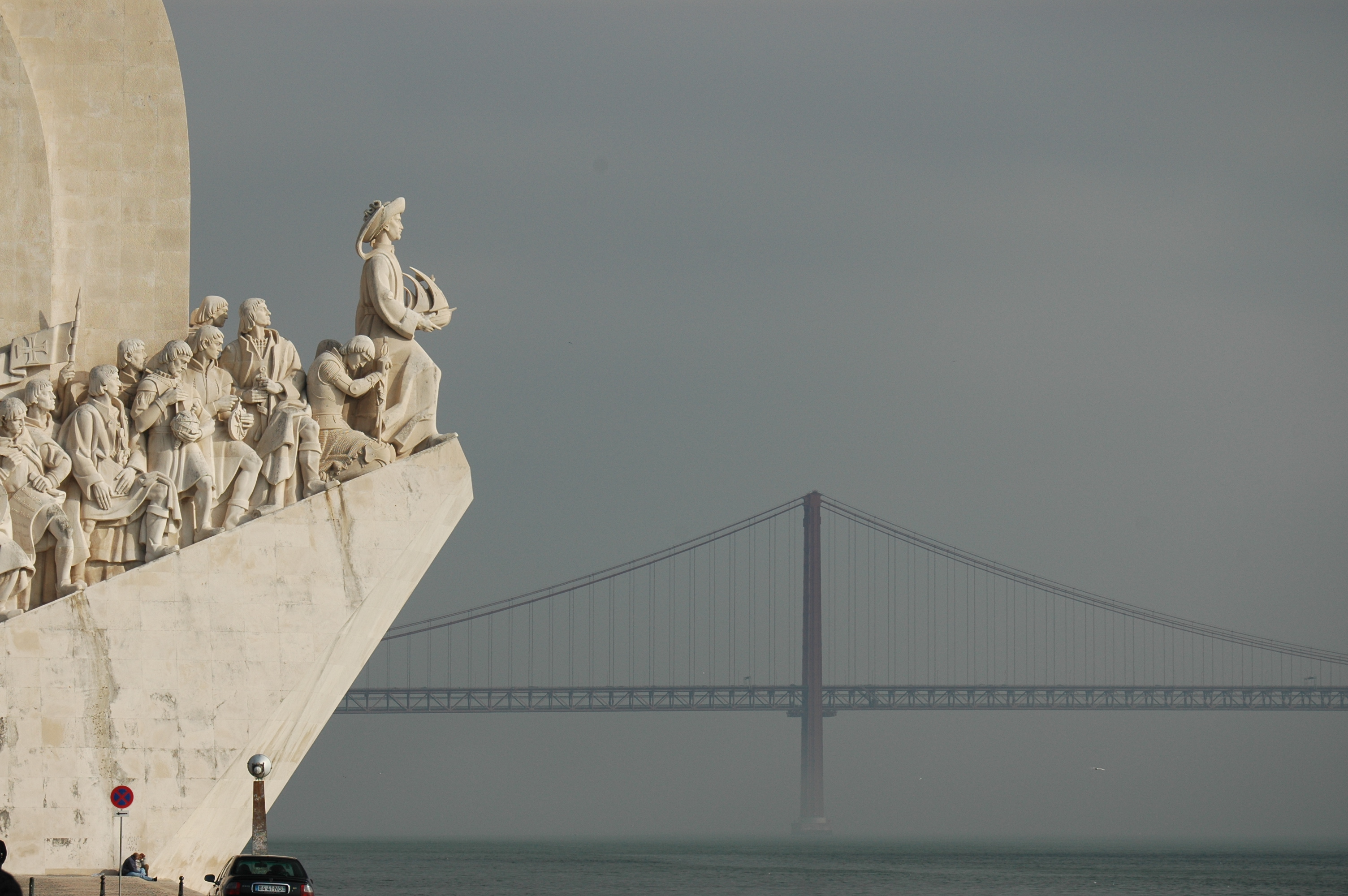
Památník objevitelů
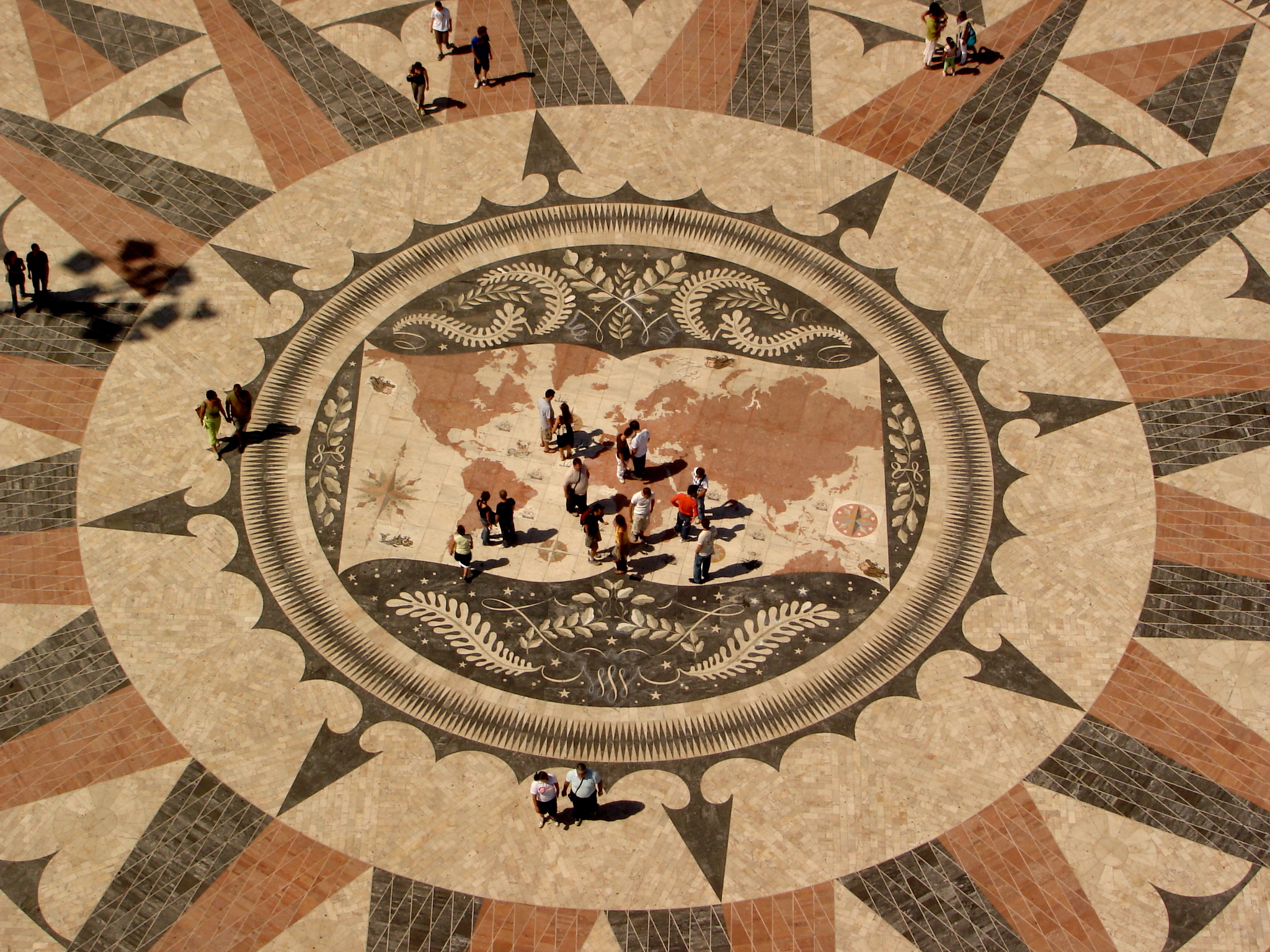
Mozaiková dlažba